# 予想屋
予想屋（よそうや）とは、公営競技の場内において競走（レース）の着順を予想し、その情報を販売する人である。

## 活動・営業の概要

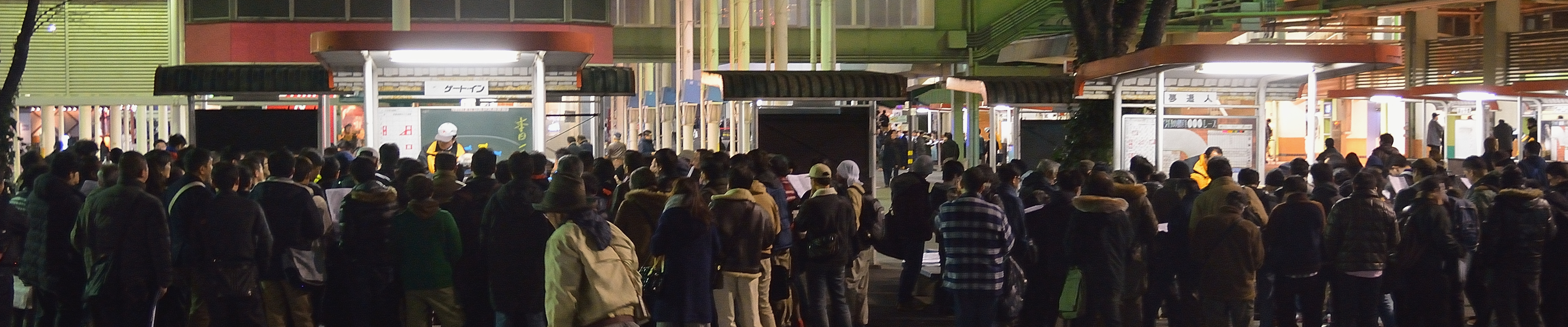
大井競馬場で予想屋が聴衆へ予想を披露している風景（2015年12月）

予想屋はあらかじめ場によって割り振られた場所に立って（「場立ち」という）、公衆に向かって自分が推定するレース展開や自分が集めた情報などを演説する。ただし、この演説では最終的な着順予想は公表されず、演説を聞いてその予想屋の着順予想を知りたいと思った客が、料金を支払って着順予想を受け取る。
料金は1レース100〜200円（1日分の競走予想500～1000円）で、5cm四方程度の小紙片に手書きやスタンプで予想を記したものを渡すスタイルが一般的である。1日分の予想を購入した場合、全レースの予想を記した紙がもらえる。レースごとにこの紙を見せることで最新の予想を無料で手にする事ができる。
各公営競技場には名物となるような予想屋も存在しているが、これは的中率やセールストークなどにより人気の有無が出てくるためで、人気の予想屋にはレース前に黒山の人だかりが出来る光景となる。しかしあまりに予想の的中率が低い場合には認可が取り消されるという場合もある。
なお教えられた予想が的中しなくても返還請求はできない。客がどの予想屋を信用するかにかかっており、全ては客の自己責任となる。中には的中客からの「御祝儀」を当てにして客毎に違う予想を教え、自分の手元に祝儀が入る確率を高くすることだけを考える悪質な公認予想屋が存在した事もあるため、多くの場では自ら販売した予想を投票券発売終了後に公開するように、公認予想屋の団体などで内規を定めたり、指導を行なったりしている。
また、予想屋によっては独自の情報紙を発行し、それを買えば各レースごとの買い目を教えるサービスをするものもいる。
なお競輪・競艇・オートレース・地方競馬では競技場に申請を行い、認可の元に出入りしている公認予想士が存在する（公式サイトで公認の予想屋を紹介している主催団体もある）が、中央競馬では公な場内での活動は認めていないため存在しない。それゆえ、中央競馬主催の競馬場や場外勝馬投票券発売所にいる場合、それらはコーチ屋と呼ばれる非合法な予想屋なので注意が必要である。ただし、場内イベントで著名人や競馬メディア関係者が「場立ち」をおこなうこともあり、雰囲気を体験することは可能である。

### 競馬における予想屋
2013年7月に47NEWSへ掲載された記事によると、全国の競馬場における予想屋の総人数は2013年時点で40人ほどであり、うち大井競馬場では18人居る。なお予想屋は地方競馬のみ存在しており、中央競馬には存在していない。
ホッカイドウ競馬やばんえい競馬の場合、各地を転戦するシステムが採用されていたため、場立ち予想屋は存在しておらず、主催者も認可を行っていなかった。しかし予想業者は存在しており、手書きで簡素な出走表に予想印、買い目だけが掲載され、ガリ版印刷で発行された「手書き予想紙」が存在していた。予想業者は場内のパドックなどに常駐しており、購入した予想紙を見せることで最新の情報を提供したり、当日の取材でよく見えた馬に赤鉛筆でマークをつけて販売するサービスが行われており、北海道特有の独特な予想屋システムが存在していた。しかしそれらの手書き予想紙も、予想業者の高齢化により姿を消してしまった。

## 公認予想屋以外の予想行為者
非合法ではないが非認可の予想屋も存在しており、古くは電話による予想屋業、インターネットではウェブサイトでの予想屋業も存在し、公営競技場の敷地外近辺で予想屋業を行なっている者も存在する（馬券予想会社の項を参照）。
競技場内で認可なく予想屋業を行う者もいるが、これはノミ屋およびコーチ屋である。ノミ行為については参加させた側のみならず、参加した側も警察による取り調べの他、法律により罰せられる事がある。競走の主催者もノミ行為防止の為、特に自施設内で非公認の予想屋として活動している者たちに対しては、警察と連携して取り締まりを実施しており、近年では関連法規の改正によりおとり捜査を利用した取り締まりも可能となっている。
また新聞記者や評論家も予想を行い、その情報を新聞やテレビやウェブサイトで公表することもあるが、彼らは新聞の記事やテレビの番組製作を担っている立場として予想を行うわけであり、予想屋と異なりその情報のみを販売いるわけではない。競馬においては、古くは調教師や騎手が新聞紙面や雑誌で予想行為を行っていた時期もあったが、現在は行われていない。

## エピソード
- 1970年代に後楽園競輪場の廃止が浮上した際には、後楽園競輪予想組合（組合員162人）も東京都に対して廃業補償を求めた。なお、当時の組合理事長には現役の暴力団組長が就いているなど[2]時代的な特徴もうかがえる。

## 曲
寺田創一の音楽ユニット「Omodaka」による、「予想屋さん」という曲が存在し、PVは予想屋の世界感を8ビットゲーム風の映像で表現している。